# Fagersanna
Fagersanna è un'area urbana della Svezia situata nel comune di Tibro, contea di Västra Götaland.
La popolazione rilevata nel censimento 2010 era di 539 abitanti .